# Самійленко Поліна Микитівна
Полі́на Мики́тівна Самі́йленко (* 4 (16) травня 1889, Васильків — 1 грудня 1984, Київ) — українська акторка героїчного плану. Заслужена артистка УРСР (1930).

## Життєпис
Починала в театрі М. Прохоровича (1911), навчалася в Музично-драматичній школі ім. М. Лисенка в Києві (1915—1917) і виступала в складі Молодого Театру (1916—1919) на провідних ролях (головна роль у п'єсі «Йоля» Ю. Жулавськото, Ельвіра в «Тартюфі» Мольєра, Марія у «Гріх» В. Винниченка та ін.).
З 1920 у складі театру ім. І. Франка, потім у театрах Харкова, Кам'янця Подільського, Черкас, Проскурова, Одеси (зокрема — пересувного робітничо-селянського театру) та ін.; у 1934—1947 у театрі ім. І. Франка.
Авторка спогадів «Незабутні дні горінь» (1970).
Першим шлюбом з Йоною Шевченком, українським актором та театрознавцем, народила дітей Аллу та Ігоря. Вдруге одружена з Амвросієм Бучмою.

## Ролі
Серед найкращих ролей:
- Ярославна («Яблуневий полон» І. Дніпровського)
- Фанька («Республіка на колесах» Я. Мамонтова)
- Лавренсія («Овеча криниця» Льопе де Веґа)
- Йоанна («Свята Йоанна» Б. Шов) та ін.